# Wiedeńskie Centrum Chrześcijańskie
Wiedeńskie Centrum Chrześcijańskie (ang. Vienna Christian Center, VCC) – zielonoświątkowy kościół w Wiedniu. Założony jako wspólnota anglojęzyczna w 1987 roku przez pastora Zborów Bożych – Bonnie Mackish. W ciągu kilku lat swojego istnienia stał się największym Kościołem protestanckim w kraju od czasów Reformacji.
Do 2000 roku kościół rozrósł się osiągając frekwencję 1600 osób na cotygodniowych nabożeństwach. Dodatkowo otworzono wspólnoty: niemieckojęzyczną, filipińską i francusko-afrykańską. Do 2019 roku Wiedeńskie Centrum Chrześcijańskie rozrosło się do kościelnej rodziny złożonej z ponad 2000 osób, dziewięciu zborów, z usługami w ośmiu językach w każdy weekend.
Od 2012 roku głównymi pastorami VCC są pochodzącymi ze Stanów Zjednoczonych – Larry i Melinda Henderson.